# Đại học Bang Montana – Bozeman
Đại học Bang Montana – Bozeman (tiếng Anh: Montana State University - Bozeman, viết tắt: MSU) là một trường đại học công lập có trụ sở tại Bozeman, bang Montana, Hoa Kỳ. Đây là cơ sở chính trong Hệ thống Đại học Công lập Montana và là đại học được trao quyền sở hữu đất của tiểu bang. MSU đào tạo trình độ cử nhân với 51 lĩnh vực khác nhau, bằng thạc sĩ trong 41 lĩnh vực và bằng tiến sĩ trong 18 chuyên ngành với tổng cộng 9 khoa.
MSU có hơn 13.500 sinh viên theo học, và số lượng giảng viên của trường ở khoảng 700 giảng viên cơ hữu và 420 giảng viên thỉnh giảng. Cơ sở chính của trường đại học ở Bozeman còn là trụ sở của kênh truyền hình KUSM, đài phát thanh KGLT và Bảo tàng Vùng Rocky. MSU còn phục vụ cho công dân và cộng đồng khắp Hoa Kỳ thông qua các Trạm Thí nghiệm Nông nghiệp và 60 Văn phòng Mở rộng Bảo tồn cấp quận.

## Lịch sử
MSU được thành lập năm 1893 với vai trò là trường cao đẳng được nhượng đất với tên gọi Trường Cao đẳng Nông nghiệp Bang Montana (Agricultural College of the State of Montana). Sau đó đổi tên thành Trường Cao đẳng Nông nghiệp và Nghệ thuật Cơ khí Montana (Montana College of Agriculture and Mechanic Arts), đến thập niên 1920, người ta vẫn gọi tắt là Cao đẳng Công lập Montana (Montana State College) (MSC).
Với sự phát triển và thành công trong giáo dục đại học và cao học, hội đồng bang đã đổi tên trường thành Đại học Công lập Montana vào ngày 1 tháng 7 năm 1965. Nằm ở phía nam của Bozeman, cơ sở của trường rộng 1170 mẫu (4,73 km²), và là cơ sở lớn nhất bang. Trường nằm ở độ cao 4900 feet (1493 m) so với mặt nước biển.

## Thành tích nổi bật

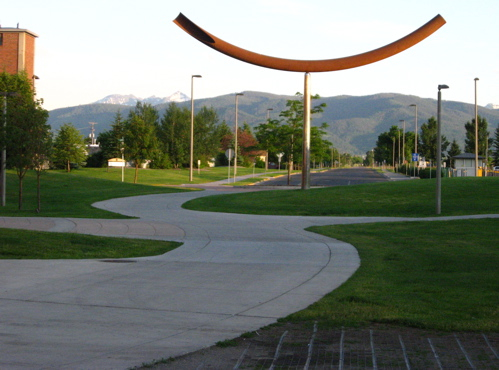
Cảnh hướng nam của trường. Công trình nghệ thuật có tên "Cung gió" (Wind Arc) của Gary Bates.

MSU dẫn đầu nước Mỹ về Học bổng Cao học Phi Kappa Phi và là một trong mười trường trong nước về số lượng người nhận được Học bổng Goldwater. Một số học viên cao học của trường đã nhận Học bổng Rhodes và Học bổng Truman, và MSU thường xuyên giành được danh hiệu All-America về Giáo dục của báo USA Today. U.S. News and World Report cũng thường đưa MSU vào danh sách "best buys" của Mỹ về giáo dục đại học, và xếp hạng ba trong các Trường đại học Quốc gia. MSU là trường duy nhất trên thế giới cấp bằng Thạc sĩ Mỹ thuật về Làm phim Khoa học và Lịch sử Tự nhiên, và Bảo tàng Vùng Rocky của MSU là nơi đặt xương sọ lớn nhất của Khủng lung bạo chúa.
Trường Đại học Công lập Montana gần đây thường được nhắc đến với danh hiệu "Đại học Yellowstone" vì các hoạt động nghiên cứu rộng khắp liên quan đến Hệ sinh thái vùng Đại Yellowstone. MSU hơn năm lần nhận được tiền tài trợ của Quỹ Khoa học Tự nhiên cho các công trình nghiên cứu Yellowstone, nhiều hơn các đơn vị cạnh tranh khác, như Stanford và UCLA, theo lời David Roberts, trưởng Bộ môn Sinh thái học của MSU.

## Các khoa
- Khoa Nông nghiệp (College of Agriculture)
- Khoa Nghệ thuật và Kiến trúc (College of Arts and Architecture)
- Khoa Kinh doanh (College of Business)
- Khoa Giáo dục, Sức khỏe và Phát triển Con người (College of Education, Health & Human Development)
- Khoa Kỹ thuật (College of Engineering)
- Khoa Văn chương và Khoa học (College of Letters and Science)
- Khoa Điều dưỡng (College of Nursing)
- Khoa Công nghệ tại Bozeman (College of Technology in Bozeman)
- Khoa Đại học (University College)
- Khoa Cao học (College of Graduate Studies)